# ゲーム開発
ゲーム開発（ゲームかいはつ、英: Game development）とは、ゲームの開発までの制作過程のことをいう。

## アナログゲームの開発
必要な要素がゲームメカニクスとアートワークであり、少人数・低予算で作れる魅力がある

## コンピュータゲーム（テレビゲーム）の開発
アートとサイエンスが融合し、総合芸術となっている。
ゲームデザインの手法としてEMS Framework、KJ法やマインドマップが使われる。